# Trifonovo, Montana
Trifonovo (în bulgară Трифоново) este un sat în comuna Montana, regiunea Montana,  Bulgaria. 

## Demografie
Componența etnică a satului Trifonovo
     Bulgari (97,93%)
     Nicio identificare (2,06%)
     Altele (0%)
La recensământul din 2011, populația satului Trifonovo era de 145 locuitori. Din punct de vedere etnic, majoritatea locuitorilor (97,93%) erau bulgari. Pentru 2,06% din locuitori nu este cunoscută apartenența etnică.